# Scuola di San Giorgio degli Schiavoni

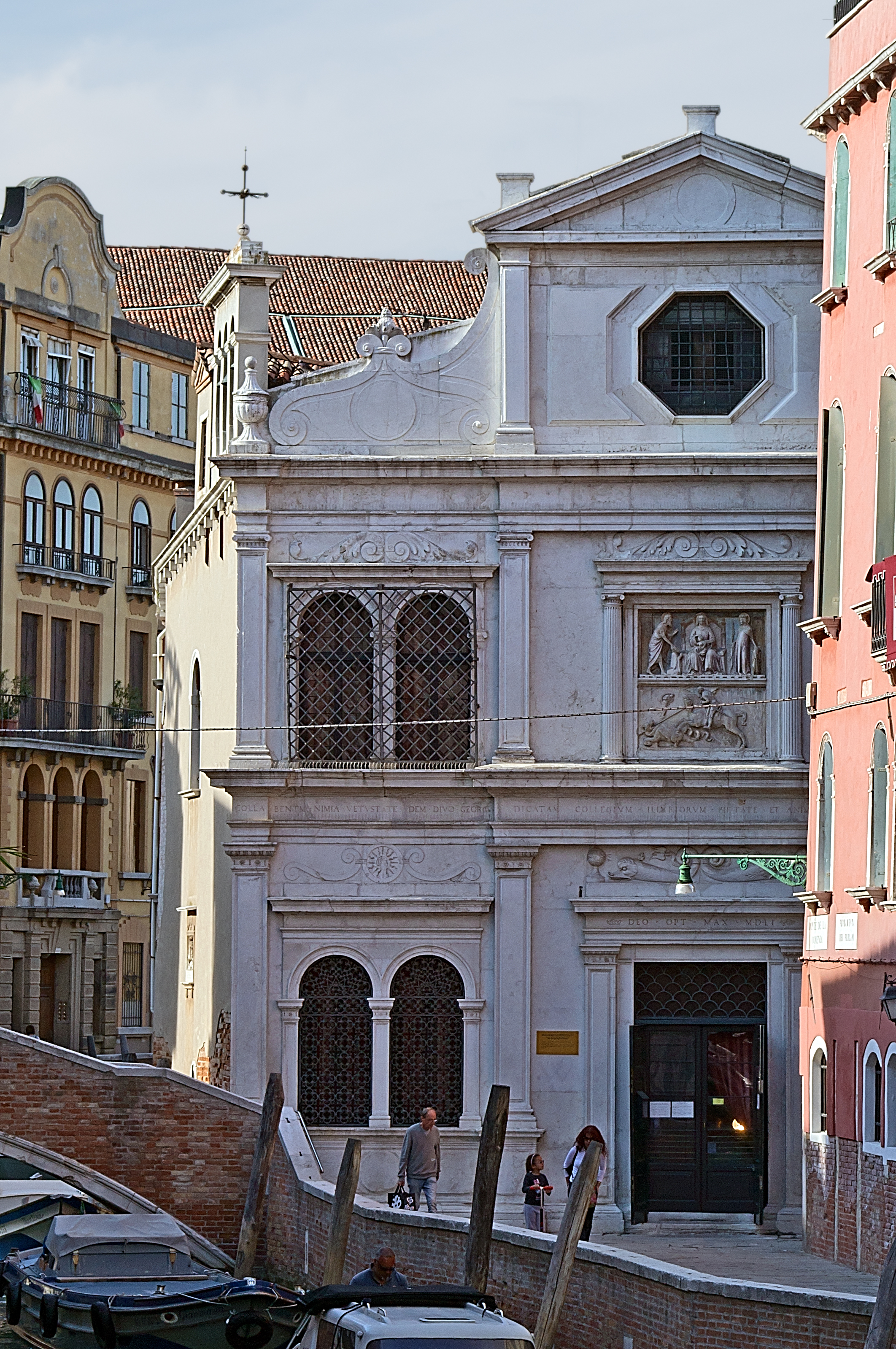
Scuola di San Giorgio degli Schiavoni

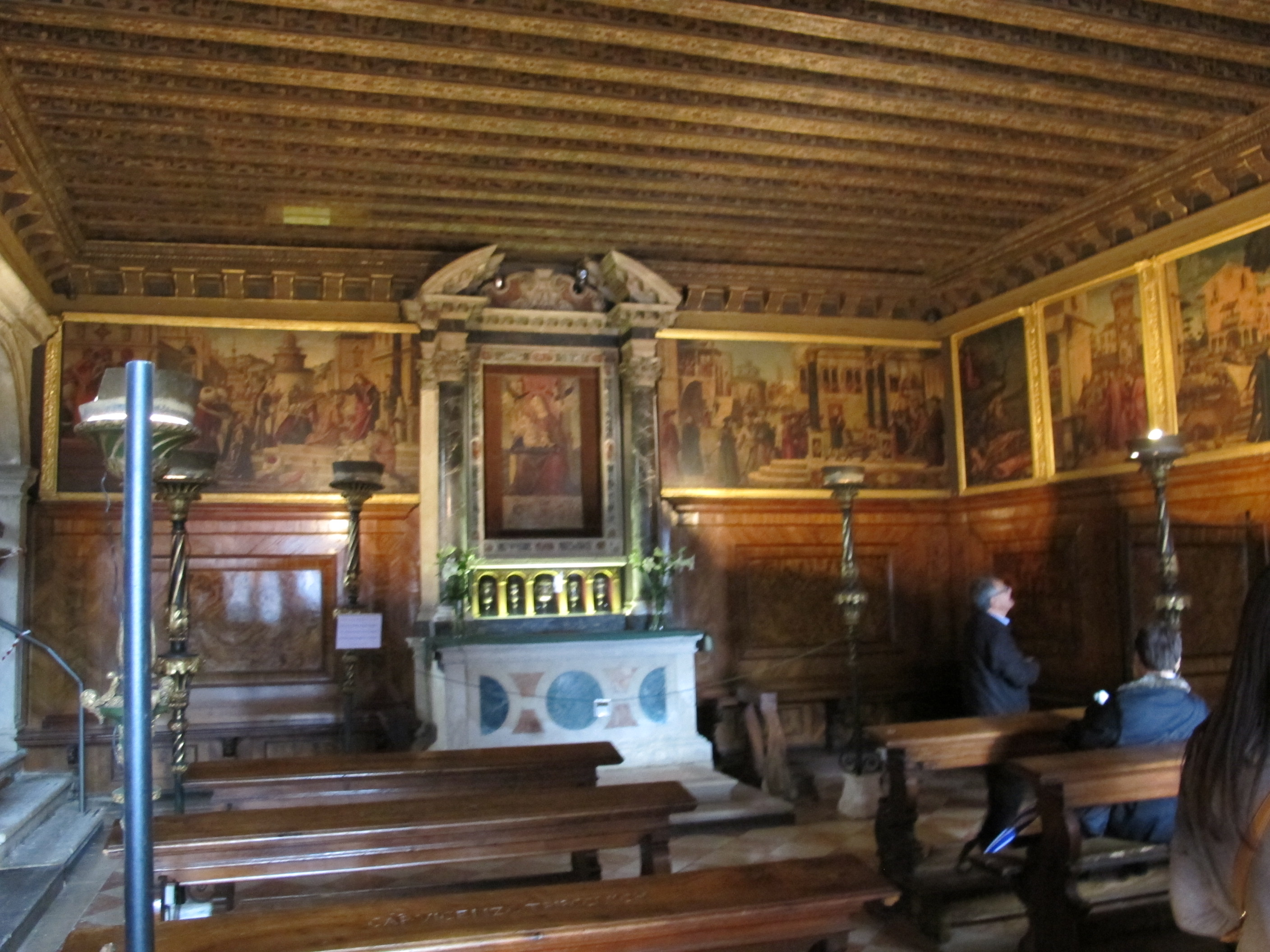
Interno

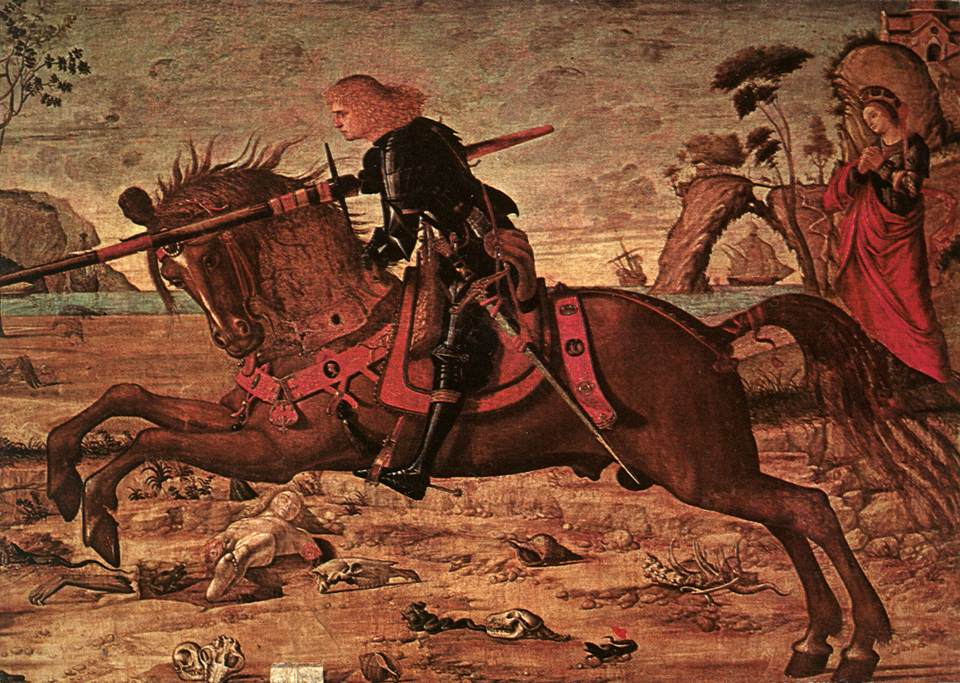
San Giorgio e il drago, dettaglio

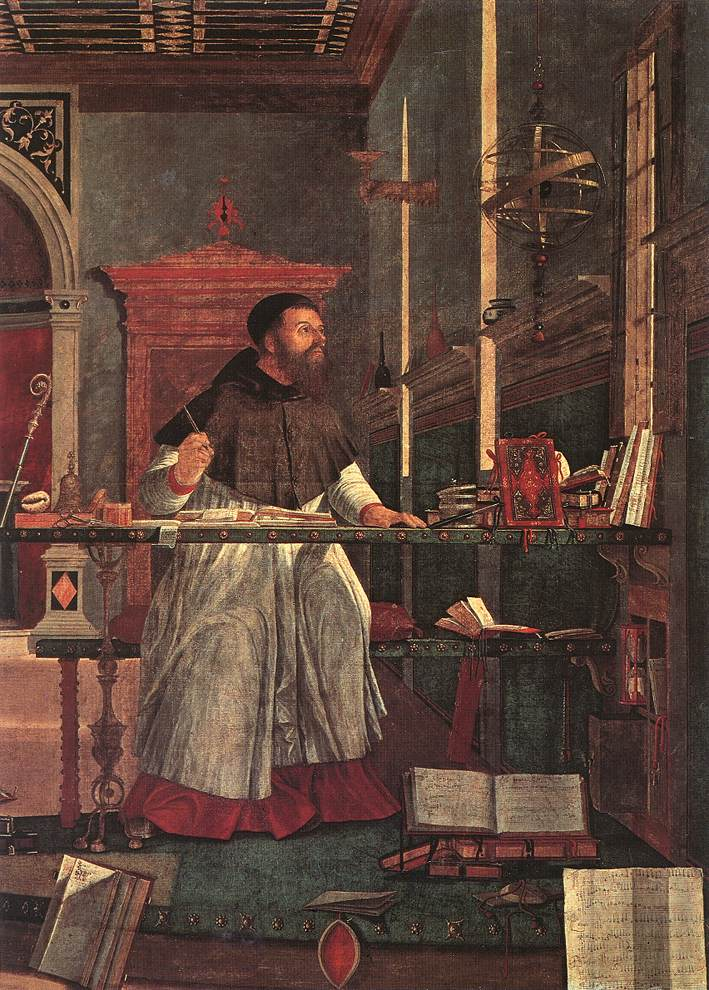
Visione di sant'Agostino, dettaglio

La Scuola Dàlmata dei Santi Giorgio e Trifone, detta anche Scuola di San Giorgio degli Schiavoni, è un edificio di Venezia situato nel sestiere di Castello. L'Istituzione fu fondata nel 1451 per assistere i dalmati - chiamati appunto "schiavoni" (o "slavoni") - residenti a Venezia o di passaggio in città. A differenza di altre scuole di devozione e di mestieri veneziane, è a carattere nazionale ed è una delle uniche due scuole - assieme alla Scuola Grande di San Rocco - ad aver mantenuto un'ininterrotta attività fino ai giorni nostri. Il suo interno è adornato da una serie di importanti opere d'arte, fra le quali un celebre ciclo pittorico di Vittore Carpaccio.

## Storia
Sin dai tempi più remoti della Serenissima, le relazioni commerciali con la Dalmazia, sulla sponda opposta dell'Adriatico, si erano rivelate molto importanti per gli sviluppi della crescente influenza di Venezia nel panorama storico-politico dell'epoca. Queste relazioni divennero ancora più strette dopo il passaggio dell'intera Dalmazia sotto il dominio veneziano, all'inizio del XV secolo. Il 24 marzo 1451, duecento dàlmati residenti a Venezia si riunirono in assemblea in una sala dell'Ospedale di Santa Caterina - di proprietà dei Gerosolimitani - nel sestiere di Castello, per procedere all'elezione dei preposti alla direzione della costituenda confraternita fra i dalmati, premessa necessaria per poter ottenere dal Consiglio dei Dieci l'autorizzazione e il riconoscimento civile.
La sala ove si svolse la prima assemblea fu la sede per il primo secolo dell'esistenza della confraternita, frequentata sia dai dalmati residenti che da quelli di passaggio, per lo più operai e marinai. I santi protettori della comunità dalmata erano san Giorgio, san Trifone e san Girolamo, ai quali si aggiunse san Matteo dal 24 aprile 1502, quando la confraternita ricevette con una solenne cerimonia una sua reliquia donata da Paolo Vallaresso, già Provveditore della Repubblica a Corone e Modone in Cipro, scalzato dai Turchi ottomani.
Fu per questa sede che fra il 1502 e il 1507 Vittore Carpaccio dipinse un ciclo di teleri con le Storie dei santi protettori della confraternita, tuttora visibile nella sala inferiore della Scuola.
All'inizio del XVI secolo la comunità eresse a proprie spese l'attuale sede, avvalendosi del progetto di Giovanni De Zan per la facciata di tipo sansoviniano.  Oltre al celebre ciclo pittorico carpacciano, nei secoli le sale furono arricchite con vari altri dipinti, decorazioni e ornamenti.
La Scuola fu una delle rare istituzioni religiose che, in deroga al decreto delle soppressioni napoleoniche, riuscì a mantenere intatto ed in loco il proprio patrimonio artistico.

## Descrizione
All'esterno, sulla facciata sopra l'ingresso, si trova il rilievo di San Giorgio che uccide il Drago (1552) di Pietro da Salò e, sopra questo, un altro rilievo della Vergine in trono fra i santi Giovanni Battista e Caterina d'Alessandria (metà del XIV secolo) di scultore veneziano.

### Interno
La sala terrena, di pianta rettangolare e di non ampie dimensioni, fu ristrutturata verso la metà del XVI secolo, quando furono collocati i telèri di Vittore Carpaccio, prima presenti al piano superiore. La sala mostra un particolare soffitto a travature decorate e dispone, lungo le quattro pareti, dei notevoli dipinti del ciclo carpaccesco.
Storie dei santi Girolamo, Giorgio, Trifone, 1502-1507, tempere su tavole:
- Sant'Agostino nello studio, 1502, 141x210 cm
- San Girolamo e il leone nel convento, 1502, 141x211 cm
- Funerali di san Girolamo, 1502, 141x211 cm
- San Giorgio e il drago, 1502, 141x360 cm
- Trionfo di san Giorgio, 1502, 141x360 cm
- Battesimo dei seleniti, 1507, 141x285 cm
- San Trifone ammansisce il basilisco, 1507, 141x300 cm

Le fonti per queste Storie furono la Leggenda Aurea di Jacopo da Varagine, il Catalogus sanctorum et gestorum eorum di Pietro de' Natali e il Jeronimo vita et transitus, stampato a Venezia nel 1485.
A questi sette teleri vanno aggiunte le due storie evangeliche che non fanno propriamente parte del ciclo:
- Orazione nell'orto del Getsemani, 1502, 141x107 cm
- Vocazione di san Matteo, 1502, 141x115 cm

In queste opere Carpaccio maturò il suo linguaggio con una maggiore sicurezza, che lo portò a dipingere composizioni più libere e variate, con un uso del colore denso e calcolatamente armonico.
Sopra l'altare è presente la pala con Madonna in trono col Bambino ed angeli, opera da alcuni storici attribuita a Benedetto Carpaccio, mentre da altri al padre Vittore.
La sala al piano superiore, detta dell'Albergo e anch'essa di ridotte dimensioni, è caratterizzata da un soffitto ligneo con decorazioni pittoriche, opera di Bastian de Muran, e dalla collocazione lungo le pareti di varie tele di scuola palmesca. Presenta un altare con i Santi protettori della Scuola e ai suoi lati due tavole dorate: San Girolamo e San Trifone (XV secolo).